# Riksbankshuset
Riksbankshuset est le siège de la banque centrale de Suède. 
Il est situé place Brunkebergstorg dans le quartier Norrmalm au centre de Stockholm.

## Présentation

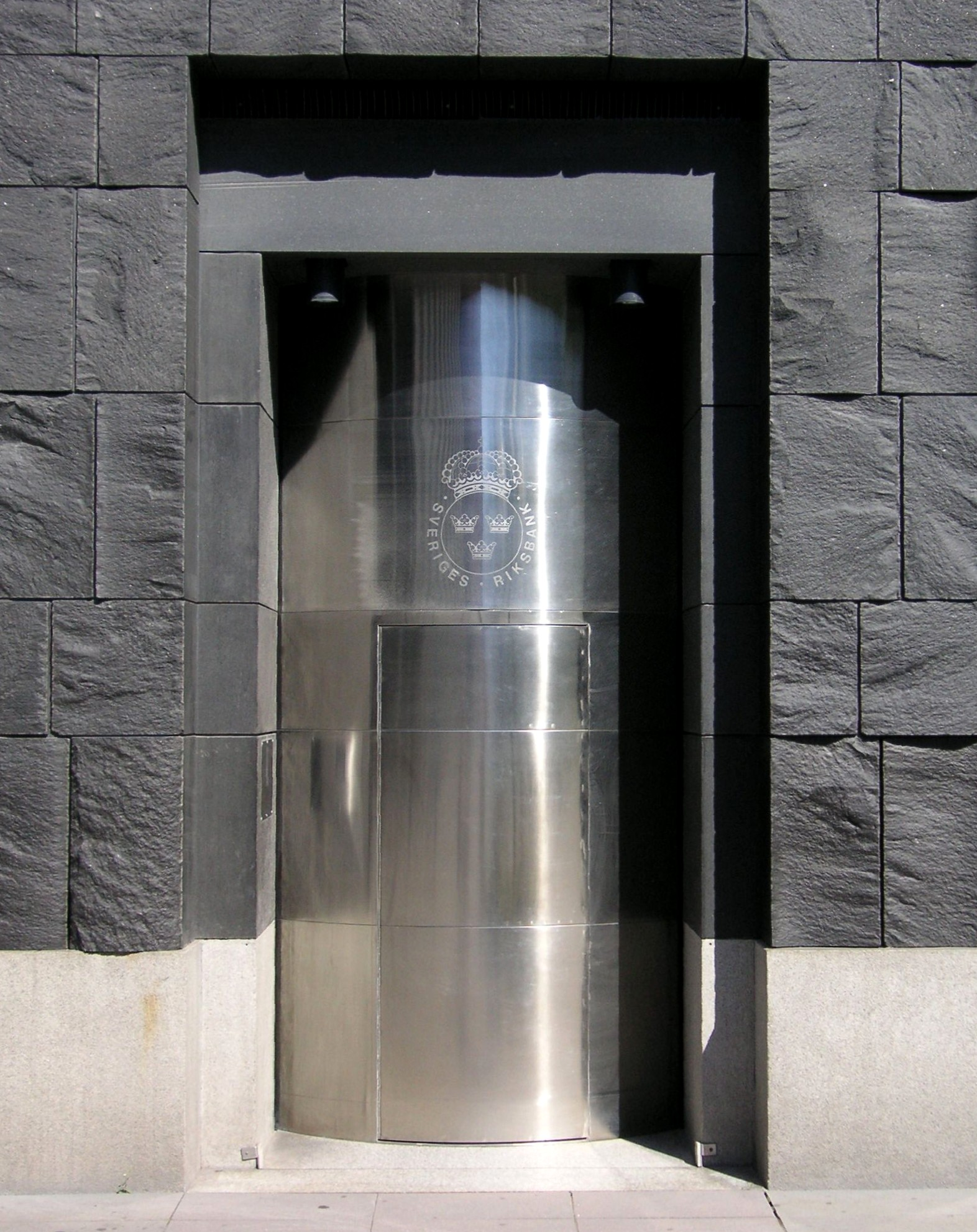
L'entrée.

Dans le cadre des travaux d'aménagement du siège du parlement dans les années 1971 à 1983, la banque centrale quitte le bâtiment qu'elle occupe sur l'îlot Helgeandsholmen dans le centre historique de Stockholm. Ces locaux sont en effet appelés à abriter le nouvel hémicycle parlementaire. En 1976, la banque centrale emménage dans son nouveau siège, situé dans le sud du quartier de Norrmalm, à l'arrière de la maison de la culture. Le bâtiment, œuvre de l'architecte Peter Celsing et de son collaborateur Jan Henriksson, a été érigé sur un emplacement précédemment occupé par l'hôtel Brunkeberg.
Dans la définition des façades comme dans l'aménagement des intérieurs, c'est la forme carrée qui a le plus souvent servi de point de départ. Les façades sont recouvertes de plaques de granit noir, taillées de façon irrégulière. Ceci contribue à donner au bâtiment un aspect stable et puissant. Les intérieurs sont par contre légers et aérés. Ils incluent des céramiques signées Karin Björquist.
Le siège de la banque centrale est un des édifices les plus luxueux de l'architecture suédoise moderne, caractérisé par un souci artistique constant. En 2007, le musée de la ville de Stockholm l'a classé comme l'un des bâtiments les plus remarquables du quartier de Norrmalm. C'est aussi l'un des quatorze édifices construits entre 1960 et 1989 à s'être vu décerner un label bleu, ce qui signifie qu'il remplit les critères pour être classé monument historique (byggnadsminne).